# James Turrell
James Turrell (født 6. maj 1943) er en amerikansk kunstner, der primært arbejder med lys og rummelighed. Hans mest kendte værk er Roden Crater, der ligger udenfor Flagstaff i den amerikanske delstat Arizona. 

## Baggrund
James Turrell blev født i Pasadena Californien. Da Turrell var 16 år fik han et flycertifikat og arbejdede med at flyve forsyninger til miner og han arbejdede som kartograf. Han fik en bachelorgrad fra Pomona College i perceptuel psykologi i 1965. Han studerede endvidere matematik, geologi og astronomi samme sted.
I 1966 begyndte han på University of California, Irvine, hvor han læste kunst og påbegyndte arbejdet med lysprojektioner. Hans studier blev i 1966 afbrudt, da han blev arresteret for hjælpe unge mænd med at undgå at blive indkaldt til Vietnamkrigen. Han fik en dom på et års fængsel. 

## Kunstværker
I 1966 begynde Turell at eksperimentere med lys i sit atelier i Santa Monica, Californien. Ved at dække vinduerne til og kun lukke lidt lys ind fra gaden udenfor, skabte Turrell sin første lysprojektion
Et af hans mest kendte værker er Roden Crater udenfor Flagstaff, Arizona. Værket, der stadig under udførelse, skal være et observatorium i stor skala, hvor man beskueren skal betragte himmelske fænomener.
I 1970'erne udviklede Turrell en række såkaldte "skyspaces", som er lukkede rum med et stort hul i loftet, som åbner direkte op mod himlen. Et Skyspace har plads til ca. 15 personer. Personerne sidder på bænke langs væggene og kigger herefter på himlen gennem det store hul i loftet.